# Implementation (programmering)
En implementation (även realisering eller implementering) är inom programmering den praktiska tillämpningen av en metod, algoritm eller andra kända fakta för att uppnå ett specifikt resultat. Till exempel kan man skapa ett datorprogram som sorterar siffror genom att implementera en känd algoritm för sortering, eller en webbläsare genom att implementera standarden för hur man tolkar HTML.
Inom objektorientering talar man om att klasser implementerar gränssnitt (eng: interface) och projekt som Wine implementerar ett API (i detta fall Win32).